# Irem M-63
Irem M-63 es una Placa de arcade creada por Irem destinada a los salones arcade.

## Descripción
El Irem M-63 fue lanzada por Irem en 1984.
Posee un procesador Z80 a 4 MHz , en el audio estaba a cargo el  i8039 a 533.333 kHz  manejando dos chip de sonido AY-3-8910 a 894.886 kHz.
En esta placa funcionó 1 título: Atomic Boy / Wily Tower.

## Especificaciones técnicas

### Procesador
- Z80 a 4 MHz

### Audio
- M6803 a 894.886 kHz

Chips de Sonido:
- 2x AY-3-8910 a 894.886 kHz

## Lista de videojuegos
- Atomic Boy / Wily Tower